# Zonopimpla tricolor
Zonopimpla tricolor är en stekelart som först beskrevs av Maximilian Spinola 1840.  Zonopimpla tricolor ingår i släktet Zonopimpla och familjen brokparasitsteklar. Inga underarter finns listade i Catalogue of Life.